# Ярошъярви
Ярошъярви — пресноводное озеро на территории Кестеньгского сельского поселения Лоухского района Республики Карелии.

## Общие сведения
Площадь озера — 2 км², площадь водосборного бассейна — 13,3 км². Располагается на высоте 152,1 метров над уровнем моря.
Форма озера лопастная, продолговатая: оно более чем на четыре километра вытянуто с юго-запада на северо-восток. Берега изрезанные, каменисто-песчаные, местами заболоченные.
Из залива на западной стороне озера вытекает река Така, протекающая ниже через озеро Киекки и впадающая в Топозеро.
У северо-восточной оконечности Ярошъярви проходит трасса 86К-127 («Р-21 „Кола“ — Пяозерский — граница с Финляндской Республикой»).
Населённые пункты вблизи Ярошъярви отсутствуют.
Код объекта в государственном водном реестре — 02020000411102000000124.

## См. также

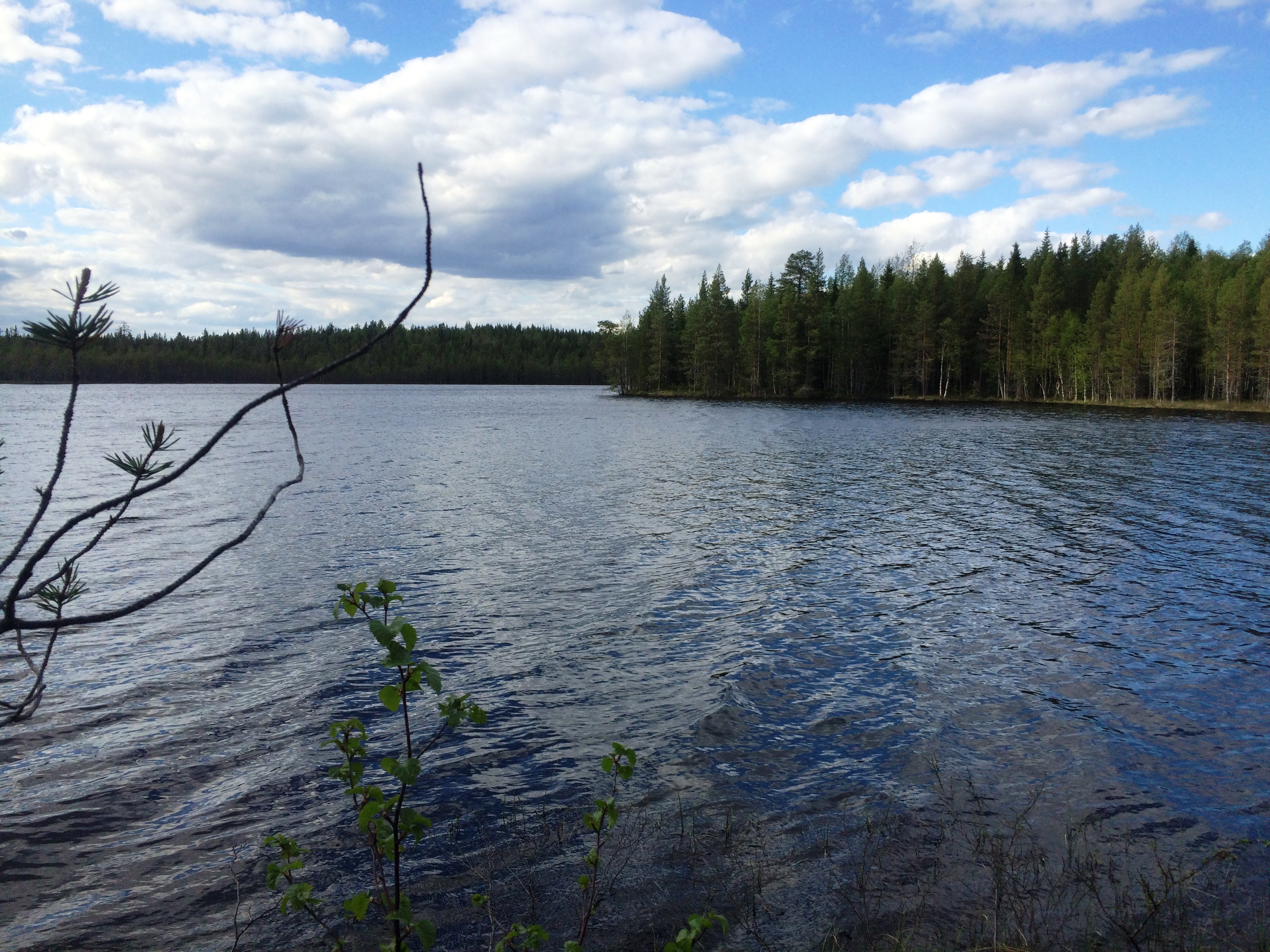
Вид с юго-востока